# Steuerverteilung
Steuerverteilung ist in der Finanzpolitik und im Finanzverfassungsrecht eines Staates die Umverteilung von Steuereinnahmen auf die Gliedstaaten.

## Allgemeines
Der Begriff wird in der Fachliteratur vor allem mit dem Finanzausgleich assoziiert, hat jedoch einen umfassenderen Begriffsinhalt. Steuereinnahmen werden im Regelfall auf allen Staatsebenen erzielt. So vereinnahmt in Deutschland beispielsweise der Bund die Bundessteuern und Gemeinschaftsteuern, die Länder die Ländersteuern und die Gemeinden die Gemeindesteuern, ohne dass sie diese vollständig behalten dürfen. Inwieweit sie diese behalten dürfen, hängt von den ihnen zugewiesenen öffentlichen Aufgaben ab. Dadurch wird eine Steuerverteilung erforderlich.

## Arten
Zu unterscheiden ist zwischen der primären und sekundären Steuerverteilung:
- Die primäre Steuerverteilung ist die direkte Steuerzahlung von Steuerpflichtigen an die ertragsberechtigte Gebietskörperschaft. Sie regelt die Anteile von Bund, Ländern und Gemeinden am gesamten Steueraufkommen.[1] An diese primäre Steuerverteilung schließt sich der Finanzausgleich an.[2]
- Die sekundäre Steuerverteilung regelt die staatsinterne Verteilung der über die primäre Steuerverteilung eingenommenen Steuern. Sie erfolgt durch den Finanzausgleich, dem die Aufgabe zukommt, die primäre Steuerverteilung zu korrigieren, soweit sie noch nicht zu einer angemessenen Verteilung des Steueraufkommens geführt hat.[3]

Die sekundäre Steuerverteilung zielt darauf ab, das gesamte Steueraufkommen unter Beachtung des Konnexitätsprinzips auf diejenigen öffentlichen Träger umzuverteilen, deren Kapitalbedarf wegen der Wahrnehmung ihrer öffentlichen Aufgaben höher ist als bei anderen Trägern. 

## Deutschland
Die Steuerverteilung ist integrierter Bestandteil des Finanzausgleichs, der den wesentlichsten Teil des deutschen Finanzverfassungsrechts darstellt. Das „Gesetz zur Umsetzung des Föderalen Konsolidierungsprogramms“ (FKPG) brachte in Deutschland als Folge der Wiedervereinigung im Kern eine Neuordnung des Finanzausgleichs im vertikalen Finanzausgleich durch eine Erhöhung des Länderanteils an der Umsatzsteuer auf 44 %, im horizontalen Finanzausgleich (unter den Ländern) werden zusätzlich Ergänzungsanteile von 25 % an finanzschwache Länder verteilt, bis diese 95 % des Länderdurchschnitts an den Steuereinnahmen pro Einwohner erzielen. 
Die verfassungsrechtlichen Grundlagen enthalten die Art. 106, Art. 106a und Art. 107 GG. Konkretisiert ist die Steuerverteilung in weiteren Gesetzen, insbesondere im Zerlegungsgesetz, Finanzausgleichgesetz, Maßstäbegesetz, Gewerbesteuergesetz und im Gemeindefinanzreformgesetz.

## International
Steuerverteilung kommt in allen Staaten vor, in denen einzelne Steuerarten nicht zentral vom Staat vereinnahmt werden, sondern auch dessen Gliedstaaten (wie Länder, Provinzen, Regionen, Städte, Territorien) eine eigene Steuerhoheit besitzen. Auch Staaten, in denen die Zentralregierung alle Steuern vereinnahmt, müssen die Umverteilung der Steuern auf ihre Gliedstaaten vornehmen. Verteilt werden die Steuereinnahmen tendenziell stärker an die finanzschwächeren Gliedstaaten. Das ist international problematisch, weil es in der Steuerverteilung auch zu begünstigten und benachteiligten Zahlungsempfängern kommen kann, insbesondere wenn die Zentralregierung den beteiligten Gliedstaaten kein Mitspracherecht bei der Steuerverteilung einräumt. 